# Нетті Стівенс
Нетті Марія Стівенс (англ. Nettie Maria Stevens, 7 липня 1861 — 4 травня 1912) — американська біологиня, яка першою встановила залежність статі від набору хромосом.

## Життєпис
Народилася 7 липня 1861 у Кавендіші (штат Вермонт) у сім'ї Джулії (до шлюбу Адамс) і Єфраїма Стівенсів. Після смерті матері батько одружився знову, і сім'я переїхала у Вестфорд (штат Массачусетс). 
Успішно закінчила Вестфордську академію у 1880 році. Упродовж трьох семестрів викладала, а потім продовжила освіту у Нормальні школі Вестфілда (Массачусетс) (педагогічний навчальний заклад, зараз Вестфілдський університет), де за два роки завершила чотирирічний курс навчання з найвищим балом серед 30 студентів групи.
Стівенс вчителювала у старшій школі, була бібліотекаркою, викладала курси з фізіології та зоології, а також математики, латини та англійської. На її інтерес до зоології, імовірно, вплинули літні курси поблизу Мартас-Віньярда у 1890-х роках.
Пізніше навчалася в Стенфорді, де здобула ступінь бакалавра у 1899, магістра — в 1900 році. Також завершила дипломну роботу з фізіології під керівництвом професора Дженкінса та гістології / цитології під керівництвом професорки Мак-Фарланд.
Стівенс продовжила свої дослідження з цитології в Брін-Морському коледжі під впливом роботи попереднього керівника біологічного факультету, Едмунда Бічера Вілсона, і його наступника, Томаса Ганта Моргана. У свій перший рік у Брін-Морі Стівенс отримала стипендію на наукову роботу з біології. Наступного року її запросили на навчання до Вюрцбурзького університету в Німеччині. Вона також вивчала морські організми в Гельґоланді і на Неапольській зоологічній станції. Після здобуття ступеня доктора філософії в Брін-Морі Стівенс стала асистенткою в Інституті Карнегі у Вашингтоні у 1904—1905, в результаті чого з'явилися кілька подальших досліджень зародкових клітин у попелиць. За статтю 1905 року Стівенс отримала нагороду розміром 1000$ за найкращу наукову статтю, написану жінкою. Інша робота, «Дослідження сперматогенезу», ознаменувала її входження у перспективний напрямок досліджень визначення статі і хромосомного спадкування. Саме в цьому інституті у 1905 році вона у опублікувала у вигляді звіту свою роботу з визначення статі[джерело?]. У Брін-Морі Стівенс працювала над тематикою регенерації у примітивних багатоклітинних організмів, будови одноклітинних організмів, розвитком сперматозоїдів і яйцеклітин, зародкових клітин комах і поділу клітин у морських їжаків і черв'яків.

## Кар'єра

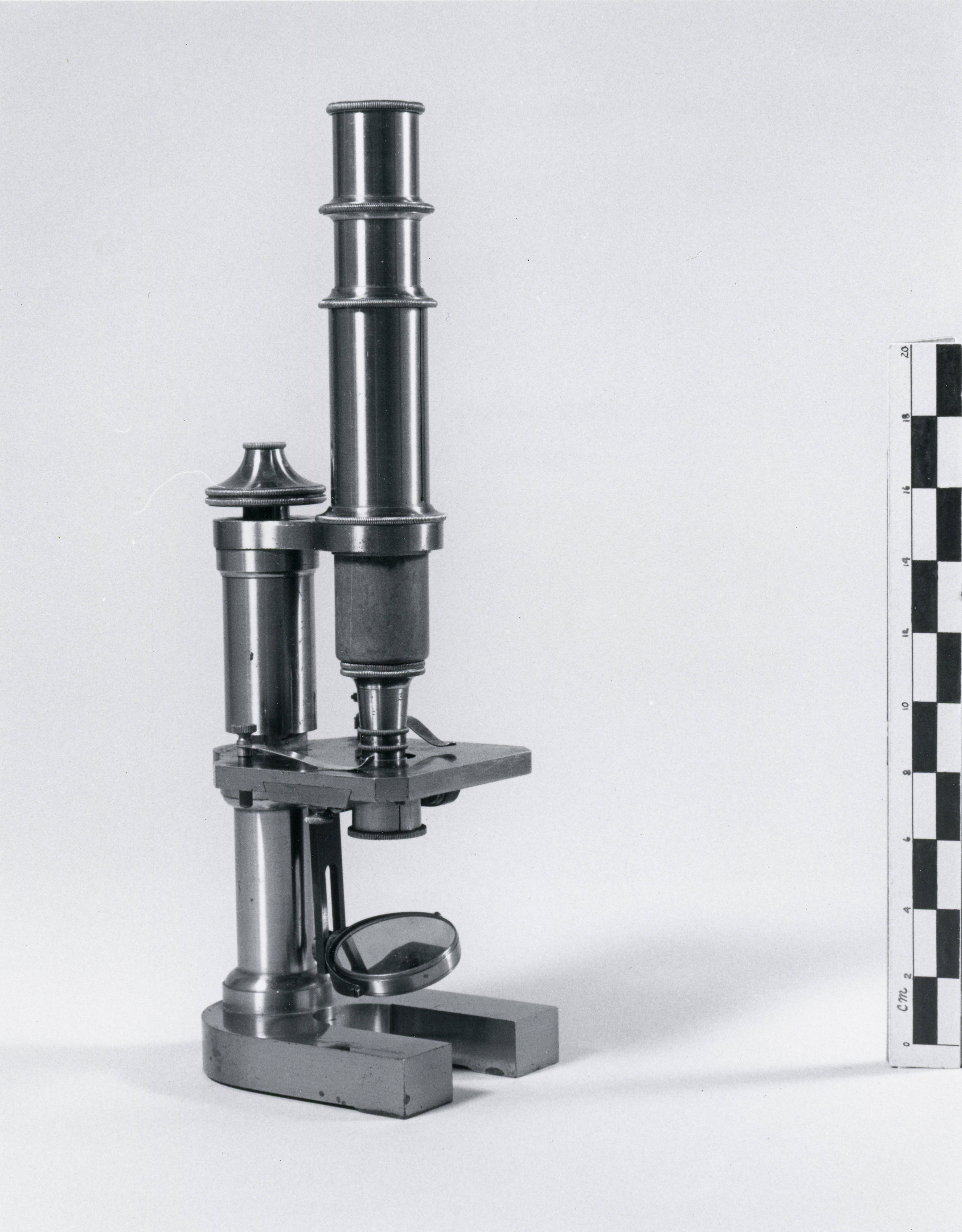
Мікроскоп Нетті Стівенс, Брін-Морський коледж

Стівенс стала однією з перших американок, визнаних за внесок у науку. Найвище звання, яке вона отримувала — співробітниця з експериментальної морфології (1905—1912). Завдяки спостереженням над хромосомами комах у 1905 Стівенс виявила, що у деяких видів хромосоми відрізняються між статями. Це відкриття стало першим випадком, коли спостережувані розбіжності хромосом можна було пов'язати зі спостережуваними відмінностями у фізичних властивостях (тобто, чи є особина чоловічої чи жіночої статі). Стівенс визначила Y-хромосому в борошняного хрущака Tenebrio та прийшла до висновку, що хромосомна ознака статі залежить від наявності або відсутності Y-хромосоми.
Стівенс не отримала повної постійної посади в університеті. Однак вона досягла кар'єри дослідниці в провідних морських станціях і лабораторіях, маючи 38 публікацій, з котрих деякі значно вплинули на розвиток уявлень про хромосомну спадковість. В результаті дослідження Стівенс надала ключові докази менделевських і хромосомних теорій спадковості.
Не встигнувши прийняти запропоновану посаду дослідного професора у Брін-Морі, померла 4 травня 1912 від раку молочної залози в лікарні Джона Гопкінса.
Після смерті Стівенс Томас Гант Морган написав великий некролог для журналу Science. У більш ранньому рекомендаційному листі він писав: «З усіх аспірантів, які у мене були за останні дванадцять років, у мене не було жодного, який був би настільки здібним і незалежним у дослідженнях, як міс Стівенс».
Нетті Марія Стівенс похована у Вестфілді (штат Массачусетс) на кладовищі поряд з могилами її батька Єфраїма та сестри Емми.

## Подальше читання
- Brush, S G (Jun 1978). Nettie M. Stevens and the discovery of sex determination by chromosomes. Isis; an international review devoted to the history of science and its cultural influences. United States. 69 (247): 163—72. doi:10.1086/352001. ISSN 0021-1753. PMID 389882.
- Ogilvie, M B; Choquette C J (Aug 1981). Nettie Maria Stevens (1861–1912): her life and contributions to cytogenetics. Proceedings of the American Philosophical Society. United States. 125 (4): 292—311. ISSN 0003-049X. PMID 11620765.
- Gilgenkrantz, Simone (Oct 2008). Nettie Maria Stevens (1861–1912). Med Sci (Paris). France. 24 (10): 874—78. doi:10.1051/medsci/20082410874. ISSN 0767-0974. PMID 18950586.